# Пожаров Микола Арсентійович
Микола Арсентійович Пожаров (рос. Николай Арсеньевич Пожаров; нар. 7 грудня 1895, Золотково — пом. 20 червня 1928, Смоленськ) — учасник Жовтневої революції і Громадянської війни в Росії.

## Біографія
Народився 25 листопада [7 грудня] 1895 року в селі Золотковому Ярославської губернії (тепер Гусь-Хрустальний район Владимирської області, Росія) в бідній селянській сім'ї. З 1914 року працював токарем заводу «Новий Лесснер» в Петрограді, з 1915 року — матрос Балтійського флоту. Член РСДРП(б) з 1916 року. У 1916 році за антивоєнну пропаганду заарештований, звільнений Лютневою революцією.
У березні 1917 року від навчального судна «Азія» обраний до складу Кронштадтської ради. З червня 1917 року — представник Кронштадту в Центрофлоті; член Кронштадтського комітету РСДРП (б), Військово-технічної комісії при Виконкомі Ради, під час ліквідації корніловщини був комісаром гаваней Кронштадту. 
У вересні 1917 року відряджений ЦК РСДРП (б) в Севастополь, де обраний секретарем комітету партії, в грудні голова Ради, член ВРК і комісар з охорони фортеці і міста. З березня 1918 року — член Таврійського губкому партії, член ЦВК Рад Тавриди, особливо уповноважений Раднаркому Радянської Соціалістичної Республіки Тавриди у Верховному військово-революційному штабі. 
З червня 1918 року — голова Ярославської повітової Ради. В 1919—1922 роках — комісар штабу Північного фронту, Оперативного управління Західного фронту, голова революцного трибуналу 16-ї і 6-ї армій Західного фронту. З 1923 року — на партійній і господарській роботі в Москві та Ленінграді.
Помер в Смоленську від туберкульозу 20 червня 1928 року. Похований на кладовищі в Олександро-Невській лаврі в Санкт-Петербурзі.

## Пам'ять
В Севастополі 19 жовтня 1957 року Заміський проспект перейменований на вулицю Пожарова.